# Hanbin (ca sĩ)
Ngô Ngọc Hưng (sinh ngày 19 tháng 1 năm 1998), thường được biết đến với nghệ danh Hanbin (tiếng Hàn: 한빈) hay Hưng Bin, là một nam ca sĩ kiêm vũ công người Việt Nam, hiện đang hoạt động tại Hàn Quốc. Anh được biết đến là thành viên của nhóm nhạc nam Hàn Quốc Tempest.
Hanbin ban đầu được biết đến khi tham gia chương trình thực tế sống còn I-Land của Mnet. Anh là nam ca sĩ đầu tiên của Việt Nam ra mắt với tư cách thần tượng K-pop.

## Ý nghĩa tên gọi
Nghệ danh Hanbin của anh được chọn vì có cách phát âm giống với biệt danh của anh tại quê nhà - Hưng Bin. Cái tên này còn có ý nghĩa "Hãy thật tỏa sáng tại Hàn Quốc".

## Đầu đời
Hanbin sinh ngày 19 tháng 1 năm 1998 tại Yên Bái, Việt Nam trong một gia đình có bố, mẹ và chị gái. Theo buổi họp fan trực tuyến của anh, anh đã tự học nhảy từ năm 15 tuổi. Anh chuyển đến Hà Nội để học đại học, nơi anh thành lập và lãnh đạo nhóm nhảy CAC trong ba năm (2016–2019) với nghệ danh Hưng Bin. Hanbin bắt đầu luyện tập cho chương trình vào tháng 7 năm 2019, theo hồ sơ I-Land của anh, sau khi vượt qua buổi thử giọng ở Hà Nội.

## Sự nghiệp

### 2020–2021:I-Land, fan meeting đầu tiên và những thay đổi về công ty quản lý
Vào ngày 2 tháng 6 năm 2020, Hanbin được giới thiệu là người tham gia chương trình thực tế sống còn sắp tới của CJ ENM và Hybe Labels có tên I-Land . Trong tập đầu tiên, anh ấy đã biểu diễn ca khúc "Jopping" của SuperM cùng với Ni-ki và Nicholas , nhưng đã bị 'loại' do bỏ phiếu trong số các thực tập sinh và được xếp vào "Ground". Ở tập 7, anh đứng thứ 12 dựa trên số phiếu bình chọn toàn cầu và có thể đi tiếp vào Phần 2 và trở thành một trong 12 người cuối cùng. Ở tập 10, Hanbin xếp thứ 4 trong số 11 thực tập sinh trong Global Voting với 1.415.420 phiếu bầu. Ở tập 11, anh bị loại ở vị trí thứ 10.
Sau chương trình, vào ngày 20 tháng 10 năm 2020, Belift Lab đã thông báo rằng Hanbin sẽ tổ chức một buổi gặp gỡ người hâm mộ trực tuyến mang tên "Hanbin !00%" vào ngày 31 tháng 10. Vào ngày 16 tháng 12, anh ấy đã mở một tài khoản Twitter, trên đó anh ấy đã tập hợp lại. 150.000 người theo dõi trong 24 giờ.  Vào ngày 31 tháng 12, Hanbin đã biểu diễn sân khấu solo mở màn tại Big Hit NYEL Concert với ca khúc "I&Credible".
Ngày 2 tháng 6 năm 2021, Belift Lab thông báo rằng Hanbin đã rời công ty sau các cuộc thảo luận và sau đó được tiết lộ rằng Hanbin đã ký hợp đồng với Yuehua Entertainment.

### 2022–nay: Ra mắt vớiTempest
Vào ngày 3 tháng 1 năm 2022, Hanbin được giới thiệu là thành viên thứ năm của Tempest. Họ ra mắt vào ngày 2 tháng 3 năm 2022 với EP It's Me, It's We, qua đó trở thành nam ca sĩ Việt Nam đầu tiên ra mắt trong một nhóm nhạc nam K-pop.

## Danh sách video

### Truyền hình
| Năm  | Kênh | Tiêu đề | Ghi chú  | Tham khảo |
| ---- | ---- | ------- | -------- | --------- |
| 2020 | Mnet | I-Land  | Thí sinh | [ 13 ]    |

## Giải thưởng và đề cử
| Năm  | Lễ trao giải    | Hạng mục      | Đề cử    | Kết quả   | Tham khảo . |
| ---- | --------------- | ------------- | -------- | --------- | ----------- |
| 2023 | WeChoice Awards | Rising Artist | Bản thân | Đoạt giải | [ 14 ]      |

## Liên kết
- HANBIN Ngô Ngọc Hưng trên WeChoice Awards
- HANBIN. trên Twitter
- HANBINvn.com
- Kênh Youtube chính thức của nhóm nhảy CAC, nơi đăng tải các video dance cover trong đó có Hanbin tham gia.